# Renald I (hrabia Burgundii)
Renald I (ur. ok. 990, zm. 4 września 1057) – hrabia Burgundii od 1026, z dynastii Anskarydów.

## Życiorys
Renald był synem hrabiego Burgundii Ottona Wilhelma i Ermentrudy, córki Ragenoldusa, hrabiego Roucy. Objął władzę w hrabstwie Burgundii po śmierci ojca. Odmówił złożenia hołdu królowi Niemiec (i zarazem królowi Burgundii) Henrykowi III, co doprowadziło do wojny. Renald ostatecznie uległ Henrykowi i uznał jego zwierzchność. 

## Rodzina
Żoną Renalda była Adalejda (Judyta), córka księcia Normandii Ryszarda II Dobrego. Mieli trzech synów:
- Wilhelm I Wielki, następca Renalda jako hrabia Burgundii,
- Gwidon,
- Hugo (zm. 1111), arcybiskup Besançon[1].